# Piper acreanum
Piper acreanum är en pepparväxtart som beskrevs av C. Dc.. Piper acreanum ingår i släktet Piper och familjen pepparväxter. Inga underarter finns listade i Catalogue of Life.